# Martin Olsen (motståndsman)
Martin Olsen, född 13 januari 1920 i Drammen, död 30 mars 1979, var en norsk motståndsman under andra världskriget. Han var bland annat löjtnant i Kompani Linge och medlem av Oslogjengen. Han var dessutom en framgångsrik fotbolls- och bandyspelare.

## Utmärkelser
- Krigskorset med svärd, 25 augusti 1944
- St. Olavsmedaljen med två ekgrenar